# Caligo idomeneus
Espèce
Caligo idomeneus est une espèce de lépidoptères (papillons) de la famille des Nymphalidae, de la sous-famille des Morphinae, de la tribu des Brassolini, et du genre Caligo.

## Historique et dénomination
L'espèce Caligo idomeneus a été décrite par le naturaliste suédois Carl von Linné en 1758 sous le nom initial de Papilio idomeneus.

### Nom vernaculaire
Caligo idomeneus se nomme Idomeneus Giant Owl en anglais.

## Taxinomie
Il fait partie du groupe du Caligo eurilochus. 
Liste des sous-espèces
- Caligo idomeneus idomeneus Linné, 1758
- Caligo idomeneus ariphron Fruhstorfer, 1910; présent au Brésil.
- Caligo idomeneus idomenides Fruhstorfer, 1903; présent en Colombie, en Bolivie et au Pérou.
- Caligo idomeneus rhoetus Staudinger, [1886]; présent au Brésil[3].

## Description
Caligo idomeneus est un grand papillon d'une envergure de 110 mm à 140 mm au bord externe des ailes antérieures concave et au bord externe des ailes postérieures festonné. Le dessus est bleu-vert nacré avec une large bordure marron au bord externe des ailes antérieures et des ailes postérieures.
Le revers est marron marbré d'ocre doré, avec un très gros ocelle noir cerclé de jaune sur chaque aile postérieure mimant les yeux d'un hibou ou d'une grenouille arboricole.

## Biologie

### Plantes hôtes
Les plantes hôtes de sa chenille sont des Musa et Heliconia latispatha. 

## Écologie et distribution
Caligo idomeneus est présent en Colombie, en Bolivie, au Pérou, au Brésil, au Surinam et en Guyane.

### Protection
Pas de statut de protection particulier.